# Ingapirca
Ingapirca (del Kichwa: inga, "inca" y pirka "pared") son las ruinas incas mejor preservadas en Ecuador (provincia del Cañar). Antiguamente fue conocido como Hatun Cañar, que significa "el lugar grande de los Cañaris". El sitio fue inicialmente un asentamiento de la cultura Cañari, aunque posteriormente fue ocupado por los Incas, quienes construyeron la mayoría de estructuras que sobreviven hasta hoy en día. Se lo conoce principalmente por el gran templo del sol de Ingapirca, el cual es una construcción única en todo el imperio incaico, ya que es de planta oval. No se conocen construcciones de esta forma en ningún otro sitio incaico.[cita requerida]
El complejo seguramente tuvo una función religiosa, ya que este fue construido sobre una pacarina. Es decir, un afloramiento rocoso que podría haber sido el lugar de origen mitológico de los Cañaris.

## Etimología
No se conoce el nombre original del complejo. Sin embargo, existen referencias del siglo XVI que se refieren a la zona con el nombre de Hatun Cañar, que significa "el lugar grande de los cañaris". En el año 1582 Fray Gaspar de Gallegos, párroco de Azogues, escribe lo siguiente:[cita requerida]

"Se llaman generalmente los cañares, porque tres leguas de aquí está un pueblo que se llama Hatum Cañar que quiere decir en la lengua Inca "La provincia grande de los cañares"; y allí dicen que en tiempo del inca Huayna Cápac había grandes poblaciones de indios y que allí era la principal cabeza de estos cañares; y así parece, porque en el día de hoy hay grandes y muy suntuosos edificios, y entre ellos una torre muy fuerte...".
Gaspar de Gallegos

La palabra "Ingapirca" se ha utilizado para referirse al monumento por lo menos desde los 1700s. Esta viene de la lengua quichua, y significa "muros del Inca". Referenciar a los muros o murallas es una manera común de denominar sitios incaicos de nombre desconocido. Otros ejemplos de sitios incaicos que han sido nombrados siguiendo el mismo principio son Los Paredones en Perú o Paredones de Molleturo y Paredones de Culebrillas en Ecuador.

## Historia

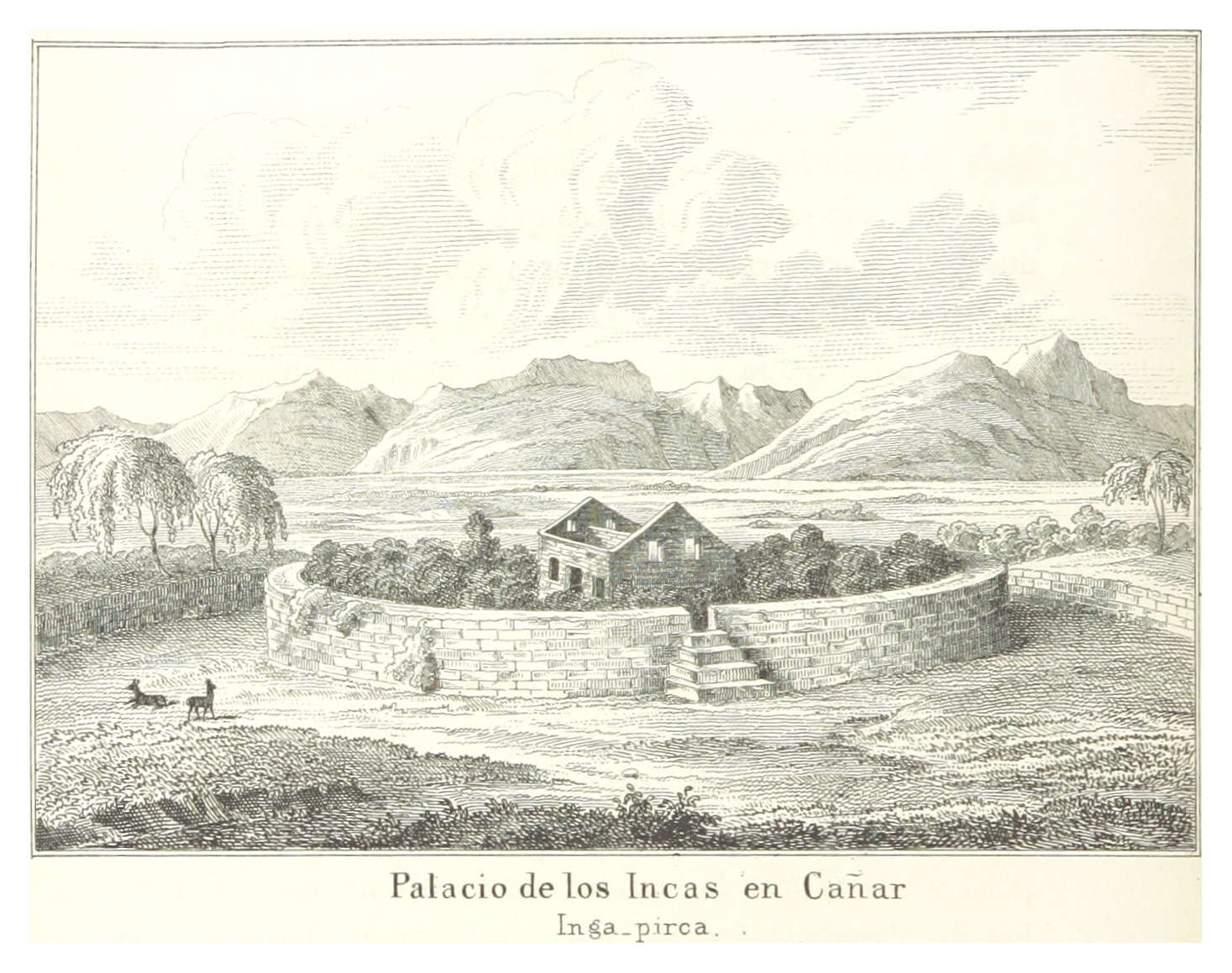
Representación de Inga Pirca por Manuel de Villavicencio

Ingapirca Es una construcción auténticamente incásica-cañari, hecha a principios del siglo XVI de nuestra era, poco tiempo antes de la llegada de los españoles a esa zona. Se presume pudo ser un observatorio del sol y la luna.
No se sabe a ciencia cierta cuáles fueron los fines para los que fue construido este edificio de origen Inca-Cañari. El único criterio en que coinciden varios historiadores y arqueólogos es que fue construido bajo las órdenes directas del que fuera inca Huayna Cápac, durante las campañas de expansión territorial y conquista de pueblos que el inca Túpac Yupanqui, su padre y antecesor como emperador del Tahuantinsuyo, iniciara años atrás hacia los territorios que hoy comprenden el sur del Ecuador.
Al parecer jugó un gran papel dentro de las estrategias militares incas, como puesto de avanzada y aprovisionamiento de las tropas hacia el norte del Ecuador, pero su más importante objetivo era, el de ser un lugar de adoración y veneración al sol, el máximo dios inca, constituyéndose así en una Coricancha, dedicada al ritual Inca.
Las ruinas de Ingapirca fueron excavadas y restauradas por una Misión Arqueológica de España entre los años 1974 y 1975. Esas investigaciones dieron origen a varias publicaciones de los arqueólogos José Alcina, Miguel Rivera y Antonio Fresco.

## Descripción

Mapa del complejo.

Las distintas estructuras de las ruinas de Ingapirca se pueden dividir en 3 conjuntos arquitectónicos o grupos de edificaciones, estos son El Castillo con sus templos adyacentes, el sector de La Condamine, y el sector de Pilaloma. Además de estos 3 conjuntos principales, el complejo está rodeado de otras estructuras más pequeñas.

### El Castillo
El llamado Castillo o Templo del Sol es el edificio central del complejo y su construcción es la más icónica del sitio. Se trata de una plataforma que se eleva 4 metros por encima del resto del complejo. Esta es de forma oval y mide 37.1 metros de largo y 12.35 de ancho. En la cima de la plataforma hay una edificación cuadrada dividida en dos habitaciones, las cuales no tienen conexión entre sí. Una de las habitaciones apunta hacia el alba y la otra hacia el atardecer. Su orientación alineada con el recorrido del sol es la razón por la que se piensa que el castillo fue un templo dedicado a dicho astro.
Las paredes del castillo fueron recubiertas con bloques de piedra andesita verde. Dentro de la tradición de mampostería inca, estos bloques pertenecen del estilo almohadillado. Desafortunadamente, las filtraciones de agua de lluvia están causando la erosión de las piedras que recubren al templo.
Al sur de este edificio hay una serie de seis habitaciones anexas, las cuales están separadas del templo por un pasillo alargado. Tres de las habitaciones son de planta cuadrada, y las otras tres son de planta rectangular y están alineadas entre sí, aunque separadas por patios interiores. Las paredes de una de estas habitaciones circulares todavía están en pie, mostrando la utilización de bloques almohadillados y la existencia de hornacines, otro elemento típico de la arquitectura incaica.

### La Condamine
Este sector fue nombrado en honor al científico francés Charles de La Condamine. Consiste en un edificio compuesto por varias habitaciones rectangulares, separadas por un pasillo central. La mampostería de estas edificaciones es más sencilla que la del Castillo, ya que se corresponde con el estilo de pirca. Es posible que el complejo se trate de un acllahuasi, es decir, la residencia de las mujeres que se encargaban de las labores del templo. Este edificio fue construido sobre lo que parece ser un cementerio cañari, de la fase Cashaloma, ya que bajo el mismo se encontraron 29 enterramientos, la mayoría de mujeres. Adicionalmente se encontró gran cantidad de cerámica cañari y varias cabezas clavas, las cuales parecen ser elementos propios de la arquitectura cañari, a pesar de que no se conoce su ubicación original.

### Pilaloma

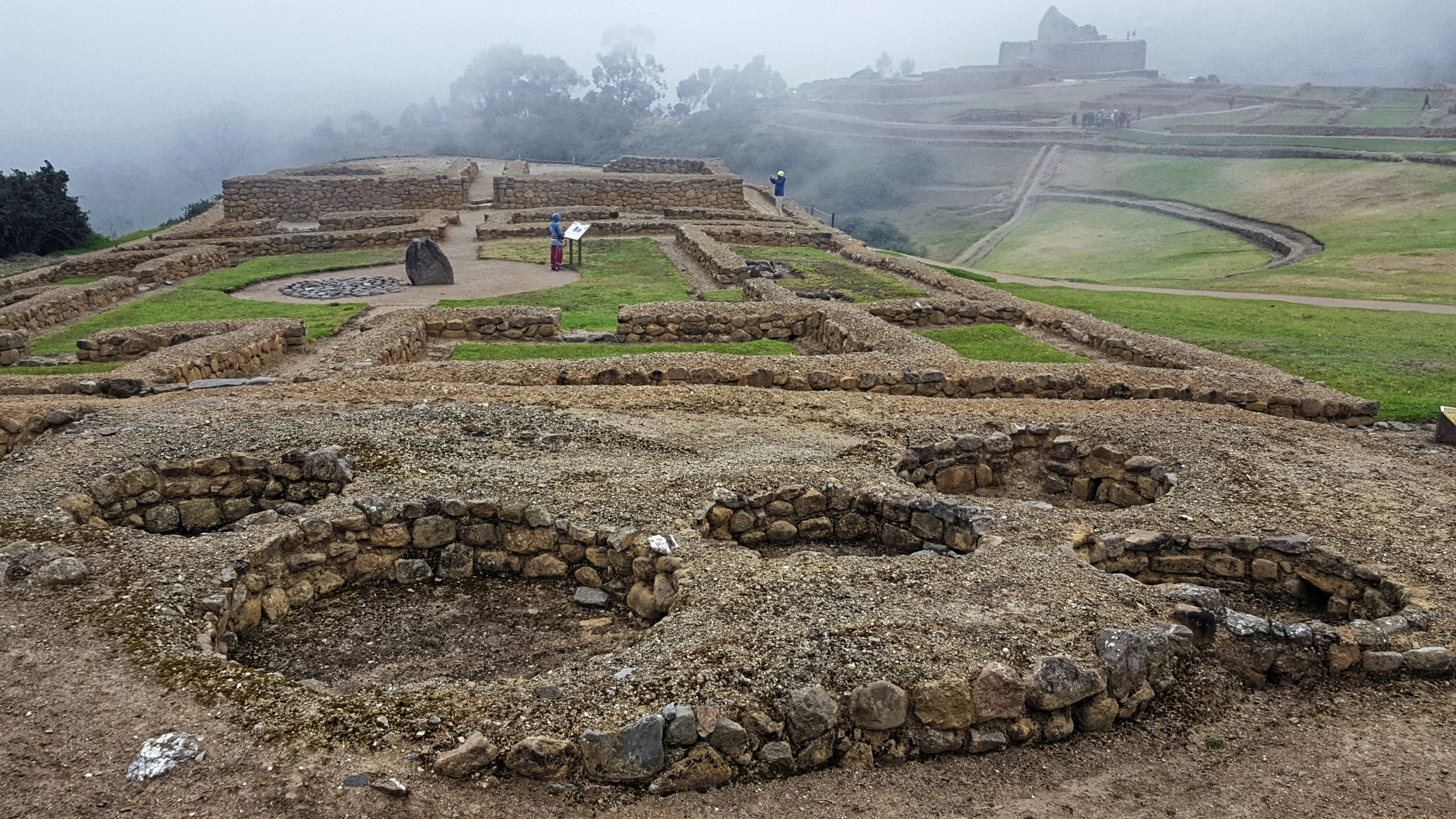
Conjunto de Pilaloma.

Este conjunto arquitectónico también se sitúa en la parte alta de una pequeña colina. Está compuesto por una kancha y varias colcas circulares (almacenes de grano). La kancha está formada por 8 habitaciones al rededor de un pario central, las cuales cuentan con un suelo de arcilla quemada hasta tener una textura de ladrillo. Dentro de estas habitaciones se encontraron utensilios para la preparación de alimentos, como piedras de moler o vasijas grandes para almacenar líquidos, además de cabezas clavas. La cerámica que se encontró nuevamente es típica de la fase Cashaloma, de la cultura cañari. 
Como pieza central del pario de la kancha se encuentra un monolito de piedra, el cual marcaba la ubicación de una tumba Cañari. Allí se encontraba enterrada una mujer con abundantes vasijas como ofrendas y junto a otras 10 mujeres, se sospecha que estas eran sus servidoras, las cuales fueron sacrificadas en su honor. El personaje principal del entierro es conocido como "la sacerdotisa".